# Kasseler Hütte (Rieserfernergruppe)
Die Kasseler Hütte (italienisch Rifugio Roma alla Vedrette di Ries) – auch Hochgallhütte – ist eine Schutzhütte in der Rieserfernergruppe in Südtirol (Italien). Sie befindet sich auf 2276 m s.l.m.

## Lage und Zustieg
Die Hochgallhütte liegt an der Nordseite des Rieserferner-Hauptkamms hoch über dem Bachertal, das bei Rein in Taufers ins Reintal mündet und bei Sand in Taufers in das Tauferer Tal. Sie befindet sich wie das gesamte umliegende Gebiet im Naturpark Rieserferner-Ahrn.
Der einfachste Zustieg zur Hütte erfolgt aus dem Bachertal südseitig durch Lärchenwälder, vorbei an Ternerhütte (1874 m), einem Wasserfall und der Eppacheralm (2041 m), in etwa zwei Stunden. Von Antholz ist die Hütte über die Antholzer Scharte (2814 m) oder die Schwarze Scharte (2981 m) wesentlich langwieriger und mühsamer erreichbar.

## Geschichte

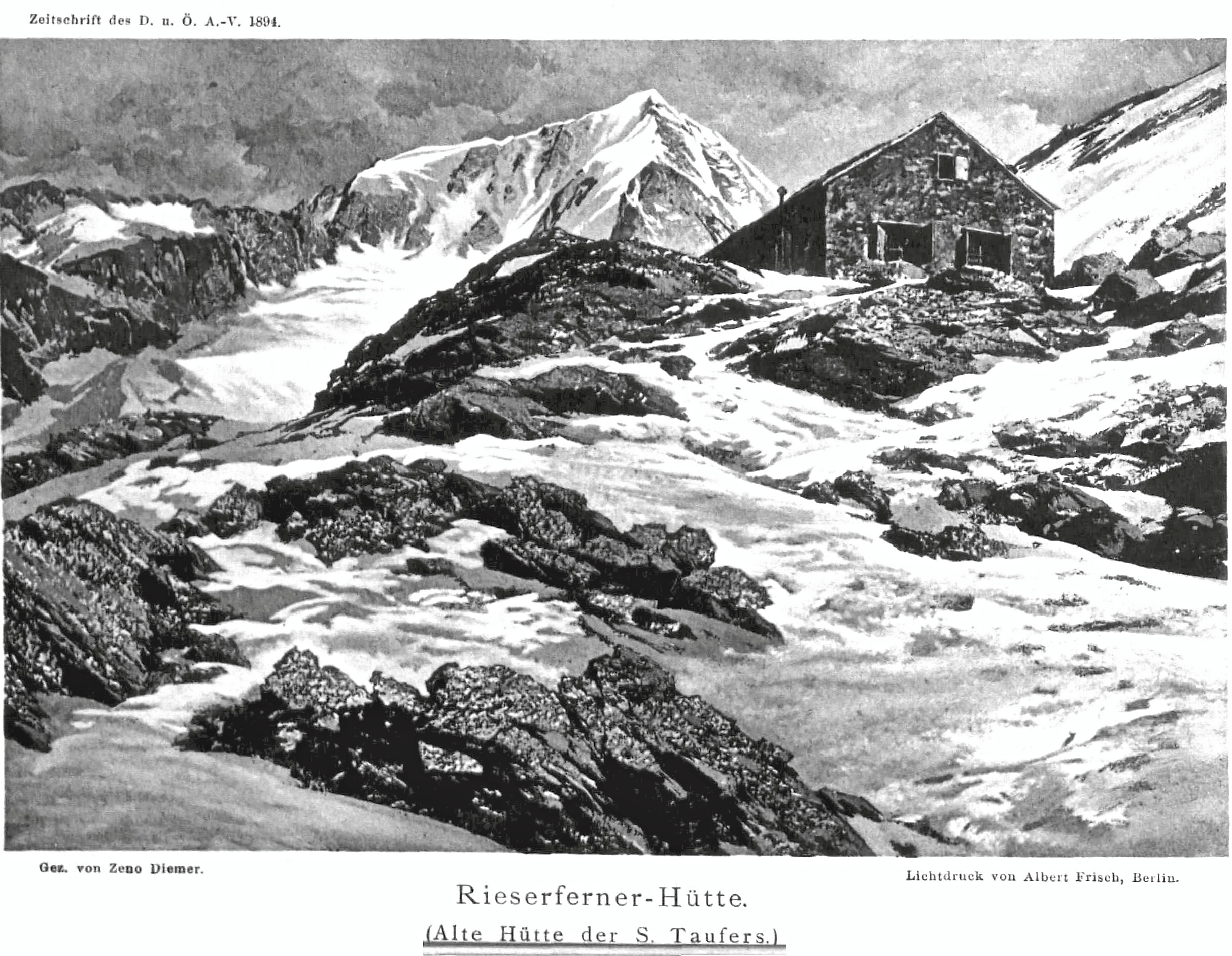
Rieserferner-Hütte (alte Hütte der Sektion Taufers) um 1894

Der erste Bau an dieser Stelle wurde bereits 1877 von der Sektion Taufers des DuÖAV errichtet. Die einfache Unterkunftshütte für Selbstversorger für insgesamt 30 Personen wurde damals „Rieserfernerhütte“ benannt, die heutige Rieserfernerhütte steht im Gemsbichljoch, südlich des Schneebigen Nocks.
Am 1. April 1887 wurde die Alpenvereinssektion Kassel gegründet; es dauerte nun ein Jahr, bis sich der Vorstand um einen geeigneten Hüttenbauplatz in der Rieserfernergruppe umschaute. Im Sommer 1894 wurde – laut Chronik „nach Übereinstimmung mit den Tauferern“ – mit dem Hüttenbau begonnen.
Die feierliche Einweihung fand am 24. Juli 1895 statt. Sie hatte 17 Schlafplätze. Im darauf folgenden Jahr kam die Sektion Kassel mit der Sektion Taufers überein, das Objekt in „Kasseler Hütte“ umzubenennen. Um 1910 benützten Bergführer und Träger die Hütte als Nachtlager. Während des Ersten Weltkrieges blieb die Hütte geschlossen. Im August 1926 wurde die zuvor durch den italienischen Staat enteignete Kasseler Hütte dem Club Alpino Italiano (CAI) übergeben und dessen Sektion Rom zugesprochen; diese änderte den Hüttennamen zwar auf „Rifugio Vedrette Giganti“, aber bei den Italienern setzte sich der einfachere Begriff „Rifugio Roma“ durch. In der einheimischen Bevölkerung blieb jedoch der eingewurzelte, landläufig auf „Kassla-Hütte“ zugefeilte Begriff erhalten. Gewiss auch deshalb, weil die Sektion Kassel des Deutschen und Österreichischen Alpenvereins die Reiner Bevölkerung immer wieder auch finanziell unterstützt hatte.
Die Sektion Kassel baute 1927 als Ersatz die gleichnamige Kasseler Hütte im österreichischen Zillertal.
Die Ära der legendären Pächterfamilie Seeber begann im Sommer 1959. Ernst Seeber bewirtschaftete die Kasseler Hütte zuerst bis 1964. Danach blieb die Hütte wegen der Südtiroler-Attentate bis 1970 geschlossen. Ab 1970 war wiederum Ernst Seeber mit seiner Frau auf der Hütte. Der legendäre Hüttenwirt verstarb – erst 60 Jahre alt – am 8. Dezember 1992. Seither betreiben dessen jüngster Sohn Arnold Seeber, seine Frau Silvia und ihr Sohn Janis die Schutzhütte.
Zusammen mit 24 weiteren vom Staat enteigneten Schutzhütten ging die Kasseler Hütte 1999 in das Eigentum der Autonomen Provinz Bozen – Südtirol über; mit Jahresende 2010 lief die Konzession zu deren Führung durch den CAI aus. Seit 2015 wird das Land Südtirol bei der Verwaltung der Hütte (Vergabe an Pächter, Überwachung der Führung, Sanierungsmaßnahmen) durch eine paritätische Kommission unterstützt, in der neben der öffentlichen Hand auch der AVS und der CAI vertreten sind.

## Übergänge
Vom Schutzhaus aus sind folgende Übergänge möglich:
- Barmer Hütte (über das Patscher Törl, 3082 m, hochalpiner, vergletscherter Übergang)
- Rieserfernerhütte (über das Fernerköpfl, einem topografisch markanten Punkt im Rieserferner-Hauptkamm)

## Gipfel
Folgende Gipfel können von der Hütte bestiegen werden:
- Hochgall (3436 m)
- Schneebiger Nock (Ruthner Horn) (3358 m)
- Magerstein (3273 m)
- Wildgall (3272 m)
- Lenkstein (3237 m)